# Asociación Española de Arrendatarios, Aparceros y Medianeros de la Tierra
La Asociación Española de Arrendatarios, Aparceros y Medianeros de la Tierra (AEAAMT) se creó durante la Segunda República Española con el propósito de poder representar en los organismos paritarios (jurados mixtos de la Propiedad Rústica, Comisión Mixta Arbitral Agrícola, Instituto de Reforma Agraria, etc.) al colectivo de agricultores que cultivaban una tierra que no era suya.

## Antecedentes
La denominada genéricamente “clase arrendataria”, englobaba a cualquier agricultor que alquilaba un terreno a un propietario, a cambio de pagarle una renta, bien fuera en metálico (arrendatario) o mediante la entrega de una parte de la cosecha (aparcero).
La creación de una asociación nacional de arrendatarios tenía el precedente más cercano en la catalana Unió de Rabassaires (Unió de Rabassaires i Altres Cultivadors del Camp de Catalunya), organización vinculada en esa época al partido Esquerra Republicana de Catalunya (ECR), con el que compartía algunos de sus fundadores y dirigentes.
En mayo de 1931 se habían creado los jurados mixtos de la Propiedad Rústica (para entender en primera instancia sobre conflictos entre arrendatarios y propietarios), cuyos fallos se podían recurrir ante una Comisión Mixta Arbitral Agrícola (CMAA) inicialmente adscrita al Ministerio de Trabajo y Previsión Social. En lo relativo a conflictos sobre propiedad rústica, la CMAA comenzó a funcionar con vocales interinos para representar a las clases representadas (propietarios, arrendatarios y obreros) elegidos por las entidades que el Ministerio determinó.
La principal aspiración de la clase arrendataria era una reducción de la renta que se pagaba por la cesión de la tierra, que había sufrido una considerable elevación durante la Primera Guerra Mundial, debido al encarecimiento de los productos agrícolas y otras materias primas. Sin embargo, al terminar dicho conflicto bélico, los precios de estos productos volvieron a bajar, pero el propietario de la tierra no quiso reducir la renta que cobraba al cultivador directo. La publicación de un decreto que permitía la revisión de las rentas, generó entre los arrendatarios que la solicitaron, el temor de que el propietario quisiera desahuciarles utilizando algún resquicio legal.
Los dirigentes de tres importantes asociaciones andaluzas y extremeñas de arrendatarios trataron de crear una organización de carácter nacional, que representara a la clase arrendataria. Estos dirigentes eran Modesto García Almansa, presidente de la Asociación de Arrendamientos de Córdoba; Juan Canales González, diputado socialista y presidente honorario de la Asociación de Arrendatarios de Cáceres y Antonio Carreras Hitos, presidente del Sindicato Agrícola de la Vega de Granada. Lo que en principio representaba una iniciativa profesional para defensa de los intereses de la clase arrendataria, se vio afectado por la aspiración política del Partido Republicano Radical Socialista (PRRS) de contar con una gran masa electoral rural, como el PSOE tenía con la UGT o Esquerra Republicana de Catalunya (ERC) tenía con la Unió de Rabassaires. Esta última motivación llevó al PRRS a crear la Alianza de Labradores de España (ALE).

## Creación de la Confederación Nacional de Arrendatarios
Ese noviembre de 1931 se convocó en Córdoba una asamblea para constituir la Confederación Nacional de Arrendatarios de Fincas Rústicas y Pequeños Propietarios, que aspiraba a representar a toda la clase arrendataria a nivel nacional y a participar en la legislación en materia de agricultura. La asamblea estuvo presidida por el cordobés Modesto García Almansa y contó con la asistencia de representantes de Extremadura, Andalucía, Ciudad Real y algunos diputados socialistas (que se ofrecieron a trasladar sus demandas de los arrendatarios a la comisión parlamentaria de Reforma Agraria). En ella intervinieron, además del presidente cordobés, el diputado cacereño Juan Canales González y el dirigente granadino Antonio Carreras. Allí se presentaron dos proyectos de Reglamento y se acordó que una comisión presidida por el representante de Badajoz, Juan Ruiz Folgado, redactase una propuesta de Reglamento. Ruiz Folgado se desvincularía de la Confederación y acabaría siendo dirigente de la Alianza de Labradores de España, impulsada desde el PRRS.
Uno de los primeros actos de la Confederación Nacional Provisional de Agricultores Arrendatarios y Pequeños Propietarios, cuya sede estaba en Córdoba, fue la celebración en Morón de la Frontera (Sevilla), el 8 de febrero de 1932, de una asamblea de arrendatarios andaluces. La Confederación envió a Marcelino Domingo las demandas aprobadas en esta asamblea, pero el ministro tardó varios meses en responder; cuando lo hizo fue para trasmitirle que sus aspiraciones requerían la modificación de leyes que sólo podían aprobarse en las Cortes.
La prohibición de utilizar el adjetivo nacional en organismos y entidades no oficiales, hizo que la Confederación Nacional de Agricultores cambiaría de nombre y pasara a convertirse en Asociación Española de Arrendatarios, Aparceros y Medianeros de la Tierra. También la Federación Nacional de Trabajadores de la Tierra (UGT) tuvo que cambiar su nombre por el de Federación Española de Trabajadores de la Tierra.

## Elección de vocales arrendatarios de la Comisión Mixta Arbitral Agrícola
Durante el tiempo que el ministro demoró su respuesta a las demandas planteadas por los arrendatarios andaluces, se produjeron dos hechos significativos. Por una parte, casi simultáneamente a la entrega de las demandas al ministro, se convocaron elecciones a vocales arrendatarios en la Comisión Mixta Arbitral Agrícola (CMAA). Por otra, desde el PRRS se trató de crear otra organización nacional de labradores, con el propósito de que obtuviera representación en la CMAA, a la vez que el PRRS ampliara su base electoral rural.
Para la elección de tres vocales arrendatarios de la CMAA se presentaron siete candidaturas. Tras el escrutinio, las candidaturas que obtuvieron mayor número de votos fueron la de Modesto García Almansa y José de las Casas (Confederación Nacional de Arrendatarios); la de Antonio Carreras y Juan Canales (el primero sería luego secretario nacional de la Alianza de Labradores de España), con un número de votos algo inferior; y en tercer lugar la integrada por José Castro Taboada y Joaquín Fernández Morillo, dirigentes de la Federación Nacional de Trabajadores de la Tierra (FNTT-UGT), pero que no se presentaban como sus representantes oficiales.
Tras haberse celebrado las elecciones a la CMAA, el PRRS aprovechó el primer aniversario del advenimiento de la II República para constituir la Alianza de Labradores de España (ALE), organización estrechamente vinculada al PRRS; sus sedes nacionales estaban en el mismo edificio y algunos de sus dirigentes pertenecían a los comités ejecutivos nacionales de ambas entidades). El acto de constitución se realizó en el Ministerio de Agricultura, con asistencia del ministro Marcelino Domingo y del director general de Ganadería Félix Gordón Ordás.
Pasado menos de un año, antes de que terminara el mandato de los vocales electos de la CMAA, esta entidad pasó a depender del Instituto de Reforma Agraria (IRA), lo que se aprovechó para disponer que, mientras no hubiera nuevas elecciones, los vocales arrendatarios fueran elegidos, con carácter interino, por la Alianza de Labradores de España (ALE) y por la Unión General de Campesinos.

## Creación de la Asociación Española de Arrendatarios
La competencia suscitada entre la Confederación Nacional Provisional de Arrendatarios y la ALE por conseguir la mayor afiliación de arrendatarios, llevó a la ALE a tratar de boicotear el acto de constitución de la nueva Asociación Española de Arrendatarios, Aparceros y Medianeros de la Tierra (AEAAMT), liderada por Modesto García Almansa. La Confederación había convocado a toda la clase arrendataria a un acto en Madrid, el 28 de septiembre de 1932. Para ese mismo día, la ALE anunció la celebración de un grandioso homenaje nacional de los labradores al ministro Marcelino Domingo, alegando que había publicado, entre otras medidas, una disposición para regular el mercado triguero. Diversos periódicos publicaron el bulo de que el acto de constitución de la AEAAMT se había suspendido. A la confusión generada por las notas publicadas sobre una supuesta suspensión de la asamblea de la AEAAMT, se añadía el hecho de que el secretario general de la ALE, Antonio Carreras, se había integrado en el comité organizador de dicha asamblea. 
El Comité Ejecutivo Nacional de la ALE publicó una nota desvinculándose de la asamblea, aconsejando a sus afiliados que no asistieran a ella e informando que el ministro Marcelino Domingo había elaborado un proyecto de ley de arrendamientos rústicos, que esperaba presentar a las Cortes tras un periodo vacacional. La nota iba firmada por el presidente y secretario de la ALE, (Pedro Sánchez Márquez y Antonio Carreras, respectivamente). La FNTT (UGT) también pidió a sus filiales que no enviaran representantes a esta asamblea nacional de arrendatarios.
A la sesión inaugural asistieron más de 500 delegados de toda España y durante el acto se produjo un incidente con el presidente de la ALE, Pedro Sánchez Márquez, que asistió a la asamblea después de haber intentado boicotearla y que tuvo que abandonar el salón junto a algunos labradores. En cambio, Antonio Carreras, que era vocal de la CMAA, secretario de la ALE y miembro de la comisión organizadora participó en la elaboración de las conclusiones que se elevaron al Gobierno. En este acto quedó constituida la Asociación Española de Arrendatarios, Aparceros y Medianeros de la Tierra (AEAAMT). Salvo Antonio Carreras, que era secretario general de la ALE, todos los vocales de la CMAA, aunque de diversas ideologías políticas, se incorporaron al comité ejecutivo de la AEAAMT. Dicho comité ejecutivo quedó compuesto por Modesto García Almansa (presidente), José de las Casas Pérez (secretario), Juan Canales González (vocal) y Joaquín Fernández Morillo (vocal). El comité entregó a la prensa las conclusiones de la asamblea (peticiones dirigidas al Gobierno) agrupadas en seis bases o apartados, que hacían referencia a los temas abordados (arrendamientos rústicos, jurados mixtos, crédito agrícola, tasa del trigo y censo electoral social).

## Elecciones a vocales del Instituto de Reforma Agraria
Al igual que ocurría con los propietarios de fincas y los obreros del campo, el Instituto de Reforma Agraria (IRA), organismo dependiente del Ministerio de Agricultura, que en 1932 dirigía Marcelino Domingo, reservó para los arrendatarios dos vocales en su Consejo Ejecutivo. En octubre de 1932, se pidió a las organizaciones de arrendatarios, lo mismo que a las de propietarios y campesino, que enviasen al Ministerio los datos de su asociación, con su número de afiliados (especificando los que eran arrendatarios).
A la vista de los datos remitidos, el Ministerio rechazó muchas de las declaraciones aportadas por la AEAAMT, lo que fue denunciado en las Cortes por el diputado socialista Juan Canales González. El diputado censuró al ministro por haber rechazado una parte importante de los 33.000 asociados declarados por la AEAAMT, impidiendo que a dicha asociación se le otorgase uno de los vocales arrendatarios en el Consejo Ejecutivo del IRA y favoreciendo a la ALE, cuyo domicilio social era el mismo del PRRS. Como el Gobierno estaba integrado por republicanos y socialistas, entre ellos Indalecio Prieto, la censura a un ministro y el anuncio de una interpelación (sin contar con la preceptiva autorización de la minoría socialista) motivaron que el PSOE abriera un expediente al diputado Canales, que acabó con su expulsión del partido.
Sin estar designados los vocales electos, un decreto aumentó el número de vocales del Consejo Ejecutivo del IRA, de los cuales 14 eran vocales electivos (6 propietarios, 6 obreros y 2 arrendatarios). Además, una disposición transitoria otorgó la facultad de designar vocales interinos (hasta que se celebraran elecciones) a determinadas organizaciones, que en el caso de los dos vocales arrendatarios fue la Alianza de Labradores de España (ALE).

## Propuesta de una ley de arrendamientos
A finales de diciembre de 1932, el presidente nacional de la AEAAMT Modesto García Almansa participó en una asamblea de la asociación provincial de Albacete, celebrada en Hellín (Albacete). Tanto el presidente provincial Joaquín López Lorenzo (que con el tiempo sería secretario general de la AEAAMT), como el presidente nacional, se quejaron del menosprecio del Gobierno  hacia la clase arrendataria, esencial para el desarrollo de la agricultura. Entre las demandas planteadas en esta asamblea figuraban la urgente promulgación de una ley de arrendamientos (siguiendo el borrador aprobado por la asamblea nacional de la AEAAMT de finales de septiembre en Madrid), la suspensión de todos los juicios de desahucio de fincas rústicas y una mayor representación de la clase arrendataria en el IRA (ampliación a seis del número de sus vocales, como el resto de vocales electos).
Las demandas de la asamblea de Hellín fueron ratificadas en una reunión de delegados provinciales de la AEAAMT celebrada en Madrid el 25 de enero del 1933, donde se censuró al ministro Marcelino Domingo por la minoritaria representación de los arrendatarios en el Consejo Ejecutivo del IRA y porque en las disposiciones sobre reforma agraria se anteponía la colocación de obreros en paro frente al derecho de permanencia del arrendatario sobre la tierra que cultivaba. También se reclamó la rápida promulgación de una la ley de arrendamientos rústicos, ajustada al borrador de la AEAAMT y la creación de un jurado mixto de la Propiedad Rústica en todos los partidos judiciales donde no lo hubiera.
En marzo de 1933, poco antes de que el ministro presentase a las Cortes su proyecto de ley de arrendamientos rústicos, los delegados provinciales de la AEAAMT se reunieron para recoger sus reivindicaciones sobre la futura ley. Entre ellas, demandaron que la renta contractual no pudiera superar la renta catastral de la tierra; que en las aparcería, el reparto de la cosecha fuera proporcionar a las aportaciones de ambas partes; que se prohibieran los contratos verbales y el pago de rentas adelantadas; que los litigios se tramitasen en los jurados mixtos de la Propiedad Rústica, con apelación ante la CMAA; que se restringieran las causas de desahucio y que el procedimiento de desahucio por falta de pago pudiera suspenderse saldando la deuda.
Aunque la citada ley comenzó a debatirse en las Cortes a finales de julio de 1933, sufrió la obstrucción de la minoría agraria y quedó sin aprobar al cerrase las Cortes y convocarse elecciones generales.

## La AEAAMT ante las elecciones generales de 1933
En la segunda quincena de septiembre de 1933, la AEAAMT celebró en Córdoba una asamblea de representantes provinciales, en la que intervinieron el presidente de la AEAAMT García Almansa y el secretario general de la Federación Española de Trabajadores de la Tierra (FETT) Lucio Martínez Gil.
El presidente de la AEAAMT deseaba que, en las elecciones generales de 1933, se le incluyera en la candidatura de izquierdas por la provincia de Córdoba. Como no fue posible, la asociación cordobesa acordó presentar una candidatura independiente, ajena a cualquier ideología política, y encabezada por García Almansa; en ella se reservaban espacios en blanco para que cada elector pudiera añadir el resto de sus candidatos preferidos.
En la campaña electoral de Córdoba se produjeron incidentes entre el presidente de la AEAAMT y un dirigente de la Alianza de Labradores de España, que había conseguido formar parte de la candidatura del PRRS y otros partidos republicanos. En una conferencia que García Almansa pretendía dar en Castro del Río sobre jurados mixtos de la Propiedad Rústica, los alborotos y amenazas ocurridos obligaron a suspenderse el acto.
García Almansa obtuvo muy pocos votos en las elecciones, por lo que presentó su dimisión como presidente provincial, pero fue reelegido en una asamblea que también acordó que la asociación provincial se adhiriera a la Unión General de Trabajadores (UGT). Esta adhesión se justificó porque la victoria electoral de las derechas, aventuraba un ataque contra las organizaciones obreras, entre ellas la asociación de arrendatarios; el ingreso en una organización de mayor importancia, como era la UGT, supondría una mejor protección para los arrendatarios. Como en las elecciones no se cubrieron todos los diputados asignados a la provincia de Córdoba, hubo que realizar una segunda votación; en ella, la asociación de arrendatarios aconsejó a sus afiliados que votasen la candidatura socialista.
En esta asamblea de primeros de marzo de 1934, se pidió a las filiares cordobesas de la AEAAMT que se adhirieran a la FETT (UGT) y se acordó trasladar al Gobierno algunas cuestiones de ámbito nacional, tanto relativas a conflictos laborales como a demandas de los arrendatarios. Entre estas últimas, se reclamó la modificación del proyecto de ley de arrendamientos y del procedimiento de recurso contra los jurados mixtos de la Propiedad Rural, la creación de un banco nacional agrícola y la aplicación de la Ley de Reforma Agraria de 1932.

## La AEAAMT durante el segundo bienio republicano
La segunda legislatura republicana, de carácter conservador, trató de derogar las mejoras concedidas a los arrendatarios durante el primer bienio. No obstante, el ministro de Agricultura Manuel Giménez Fernández, de ideología social-católica, presentó a las Cortes una ley de arrendamientos rústicos que en principio no perjudicaba a estos verdaderos cultivadores de la tierra. Sin embargo, desde su propio partido, la CEDA, introdujeron tantas modificaciones a su proyecto que quedó totalmente desvirtuado. A primeros de marzo de 1935, varias organizaciones nacionales de arrendatarios, entre ellas la AEAAMT y la Unión General de Campesinos (UGC), se movilizaron para tratar de impedir que se aprobase dicha ley. En este sentido, organizaron en Madrid una “Asamblea Nacional Pro Defensa de los Arrendatarios de España”, que se celebró en la sede del Bloque Patronal de España y estuvo presidida por los dirigentes de la AEAAMT, García Almansa y López Lorenzo, por el antiguo secretario de la ALE, Antonio Carreras Hitos, y por el presidente de la UGC, Conceso Alario Santos. La AEAAMT amenazó incluso con publicar los nombres de los diputados que apoyaran la ley, para que no se les votara en las próximas elecciones generales. Las Cortes la aprobaron, a pesar de esta campaña de oposición y de las advertencias de que la ley provocaría el lanzamiento de colonos en masa.
Para las elecciones a vocales arrendatarios del Consejo Ejecutivo del IRA que se convocaron durante esta segunda legislatura republicana, la CEDA formaba parte del Gobierno y deseaba que el IRA contase con una representación campesina de ideología conservadora. Alegando que muchas organizaciones obreras estaban clausuradas, por su participación en la revolución de octubre de 1934, se ordenó la elaboración de un nuevo Censo Electoral Social. La Federación Española de Trabajadores de la Tierra (FETT) se negó a registrarse en dicho censo. También se modificó el sistema electoral usado para designar los vocales; se adoptó el de "mayorías y minorías", que no respetaba la relación de fuerzas entre las candidaturas. Para elegir dos vocales, la entidad designada como vocal de las minorías podía contar con menos votos que una entidad que no hubiera obtenido el vocal de las mayorías. Además, para favorecer la concurrencia de nuevas entidades de ideología antimarxista, en varias ocasiones se cambiaron los requisitos de la convocatoria y se ampliaron los plazos de presentación. Ante esta anómala situación, algunas organizaciones decidieron no prestarse, entre ellas, la FETT (UGT) y la Alianza de Labradores de España. La AEAAMT optó por participar en ellas y declaró que tenía, unos 186.000 afiliados (votos). A mediados de diciembre de 1935, el IRA envió a Córdoba (donde estaba el domicilio social de la AEAAMT) una comisión para comprobar la existencia de los afiliados declarados. Sin embargo, la documentación (libros y resto de los documentos acreditativos) la tenía el secretario general López Lorenzo, cuya residencia estaba en Hellín (Albacete). Los dirigentes de la AEAAMT intentaron infructuosamente entregar en la secretaría del IRA la documentación acreditativa restante, llegando incluso a llevar un certificado notarial, pero el IRA se negó a aceptar como válido el número declarado y no le otorgó representación en el Consejo Ejecutivo. Así, la representación de los arrendatarios se otorgó a la Asociación General de Agricultores de España y a la Asociación General de Ganaderos de España, asociaciones que tradicionalmente habían venido representando a los propietarios de fincas. La representación de propietarios se entregó a la Agrupación de Propietarios de Fincas Rústicas de España (organización vinculada a la CEDA) y a la Confederación Nacional Católico-Agraria. Como la FETT (UGT) no se presentó a la elección de vocales obreros, se otorgó uno de los vocales obreros a la Unión General de Campesinos (UGT), dejando sin designar el segundo vocal. En esta situación, la mayoría de los vocales electos del Consejo Ejecutivo del IRA eran defensores de los intereses de los propietarios de fincas. Los resultados de estas elecciones fueron recurridos por la AEAAMT y por otras organizaciones que no se habían presentado (FETT y ALE).

## El lanzamiento de arrendatarios en masa
La Ley de Arrendamientos Rústicos endureció los trámites para recurrir los fallos de los jurados mixtos, al exigir la intervención de un abogado y un procurador, gasto que hacía desistir a muchos arrendatarios. Tal como se había pronosticado durante su debate en las Cortes, muchos propietarios iniciaron el desahucio de sus arrendatarios alegando su intención de explotar la tierra directamente. El resultado fue que comenzaron a producirse lanzamientos de arrendatarios en masa.
A mediados de junio de 1935, el presidente de la AEAAMT García Almansa, recientemente elegido presidente provincial de Unión Republicana en Córdoba, envió un escrito al ministro de Agricultura censurando la ley y comunicándole que desde su vigencia se habían notificado más de 20.000 desahucios en toda España, especialmente en Andalucía y de Extremadura, lo que suponía un aumento del paro obrero y un perjuicio para la agricultura. Como muestra de la persecución iniciada tras la aprobación de la ley señaló los casos de Córdoba y Hellín (Albacete), localidades con una gran implantación de la AEAAMT y donde residían su presidente y su secretario general. El escrito informaba que en el Juzgado de Hellín había 680 demandas de lanzamientos de pequeños arrendatarios y que en Córdoba, durante el mes de mayo, se había notificado el desahucio a más de 300 pequeños arrendatarios, que debían abandonar la tierra. Entre estos últimos estaban arrendatarios de fincas de la Casa de Alba y de otros grandes latifundistas de Córdoba; uno de ellos había requerido notarialmente a 190 subarrendatarios para que desalojasen sus parcelas. En otras provincias extremeñas y andaluzas se producían casos similares.
A mediados de septiembre de 1935, dirigentes de la AEAAMT asistieron a un Congreso Agropecuario celebrado en Gijón por la Federación Agrícola Asturiana, en cuya clausura intervino el ex director general de Reforma Agraria Adolfo Vázquez Humasqué. Además de los dirigentes de la Federación Asturiana y de la AEAAMT, asistieron también los de la Confederación Agropecuaria del Noroeste de España y la Federación de Ganaderos de Vizcaya. En el acto de clausura, el presidente de la AEAAMT, García Almansa, pidió a los agricultores y ganaderos de la cornisa cantábrica que se negasen a desalojar sus tierras cuando las autoridades intentaran lanzarles de ellas al finalizar el año agrícola y que se integrasen en la AEAAMT para defender sus intereses. El congreso también aprobó unas demandas para su elevación al ministro de Agricultura, presentadas por el secretario general de la AEAAMT, López Lorenzo.
En octubre de 1935, se publicó en la prensa la convocatoria en Madrid de una asamblea-congreso nacional para el 1 de noviembre. El anuncio indicaba solamente “a propuesta de Asociaciones profesionales de labradores, arrendatarios, …”, pero sin señalar ninguna organización convocante, lo que parecía dar a entender que la estaba convocando la AEAAMT. Ante este intento de suplantación, la AEAAMT publicó una nota señalando que ni las asociaciones de arrendatarios de la AEAAMT, ni las de la Unión General de Campesinos, habían tenido relación alguna con la organización de esta asamblea y que desconocían totalmente el propósito de sus organizadores.

## Las elecciones de febrero de 1936
En la convocatoria de elecciones generales de febrero de 1936, la AEAAMT apoyó la candidatura del Frente Popular, ya que su presidente García Almansa había sido presidente provincial de Unión Republicana y su secretario general López Lorenzo pertenecía al partido de "Izquierda Republicana de Hellín", identificado con el programa del Frente Popular. Como en la Audiencia de Córdoba se estaba tramitando un pleito de desahucio colectivo, el presidente de la AEAAMT aprovechó para proponer un cartel electoral con una fotografía donde aparecía él junto a las personas damnificados por el posible desahucio.
Tras el triunfo del Frente Popular, la AEAAMT remitió un escrito a la prensa recordando al Gobierno las cuestiones más apremiantes para el campo y sugiriendo algunas medidas para restablecer la tranquilidad. Entre ellas señalaba la inmediata derogación de la Ley de Arrendamientos Rústicos; la suspensión de la tramitación de procedimientos de desahucio; la reposición de los arrendatarios lanzados desde finales de 1933; la revisión de los expedientes de desahucio desde finales de septiembre de 1933 y de los contratos de arrendamientos firmados desde esa fecha, para ajustar sus rentas a los valores catastrales. Respecto de la reorganización de los organismos paritarios, demandaban la restauración de los jurados mixtos de la Propiedad Rústica (sin intervención de abogados ni procuradores) y la creación en cada provincia de una Comisión Mixta Arbitral Agrícola que resolviera en última instancia los recursos contra sus fallos; ambos organismos debían estar compuestos por igual número de representantes de propietarios, arrendatarios y obreros. La AEAAMT también pedía una nueva ley de reforma agraria, el derecho de acceso a la propiedad por los colonos y la parcelación de todas las fincas de la Grandeza para repartirlas entre familias campesinas. A finales de febrero de 1936, un decreto suspendió la tramitación de juicios de desahucio y los lanzamientos pendientes de ejecución y antes de producirse la sublevación militar en julio de 1936 se aprobaron muchas de las reformas solicitadas.
El nuevo Gobierno derogó gran parte de la legislación agraria aprobada en la segunda legislatura; anuló las elecciones del Consejo Ejecutivo del IRA y convocó otras nuevas en mayo de 1936. Sin embargo, ante la dificultad de entregar los datos en el plazo señalado por la convocatoria, se amplió dicho plazo en varias ocasiones, extendiéndose hasta agosto de 1936, fecha en que ya se había iniciado la sublevación militar. Finalmente, no se llegaron a realizar, dado el poder de facto que alcanzaron las centrales sindicales UGT y CNT (al contribuir a sofocar la rebelión en muchas zonas) y el colapso que se produjo en toda la administración.
En abril de 1936, la AEAAMT elaboró un borrador de proyecto de ley de arrendamientos, para su entrega al Gobierno. El proyecto regulaba el importe de la renta y el derecho a una reducción de la renta; fijaba una duración mínima de los contratos (seis años); prohibía la venta de aprovechamientos secundarios y la conversión de un contrato de arrendamiento por otro de aparcería y obligaba al propietario a indemnizar al arrendatario las mejoras realizadas. Sin embargo, a finales de ese mes, el ministro de Agricultura Mariano Ruiz-Funes presentó a las Cortes un proyecto de Ley de Arrendamientos de Fincas Rústicas que no agradó a la AEAAMT.
A finales de mayo de 1936 las Cortes aprobaron una ley sobre revisión de desahucios. Sin embargo, la ley sobre el derecho de acceso a la propiedad por el colono no llegó a debatirse, porque la sublevación militar de julio de 1936 obligó a suspender las sesiones parlamentarias; dicha ley sería aprobada por decreto y ratificada después por la Comisión Permanente de las Cortes.

## La sublevación militar de 1936
La sublevación militar de julio de 1936 desencadenó una revolución social en el campo. Las centrales sindicales mayoritarias (UGT y CNT) se hicieron con el poder y el Gobierno republicano perdió el control de prácticamente todos los estamentos del Estado. Los arrendatarios y aparceros, que tradicionalmente cultivaban la tierra con la ayuda de su familia, tuvieron que enfrentarse a las pretensiones colectivistas de las organizaciones obreras, que les coaccionaban para que ingresaran en sus colectividades o les requisaban sus productos o sus útiles de labranza.
Para tratar de evitar los saqueos de cosechas y otros engaños, el secretario de la AEAAMT ofreció al Gobierno republicano la cosecha recolectada y buscó la protección que le ofrecía su vinculación con la UGT, frente a los intentos de cualquier tipo de abuso.
A mediados de febrero de 1937, el presidente de la AEAAMT, García Almansa, que se había incorporado al ejército republicano como oficial, encontró la muerte en el frente de Córdoba.
A finales de mayo de 1937, para proteger a los arrendatarios de las requisas sindicales que se pudieran intentar tras la recolección de cereal, el secretario general de la AEAAMT y presidente provincial de la filial de Albacete, Joaquín López Lorenzo, visitó al ministro de Agricultura  Vicente Uribe Vicente Uribe para ofrecer al Gobierno las cosechas pendientes de recolección. Pretendía que estas cosechas solamente pudieran ser intervenidas por el Gobierno y que los "incontrolados" (denominación con que se hacía referencia a miembros de la CNT) no pudieran aprovecharse del trabajo ajeno de todo un año. También informó al ministro que algunos elementos fingían ser agentes del Servicio Nacional del Crédito Agrícola (SNCA) para estafar a los campesinos. Estas denuncias llevaron al ministro a aclarar que el SNCA no tenía ni delegados ni agentes cobradores. Recordó que en otra época una entidad había simulado ser recaudadora del SNCA y sus dirigentes habían desaparecido dejando a los agricultores con las mismas deudas que se habían ofrecido a liquidar. Por ello, pidió a los deudores del SNCA que no se dejasen engañar por nadie que se ofreciera a liquidar su préstamo y que contactaran con el SNCA en Valencia (entonces capital de la República).
A finales de julio de 1937, la filial provincial de la AEAAMT en Albacete utilizaba en sus escritos un sello de caucho que incluía las siglas de UGT, aprovechando que López Lorenzo era dirigente de la Casa del Pueblo. Como dicha filial no había ingresado oficialmente en la Federación Española de Trabajadores de la Tierra (FETT-UGT), tuvo que remitir su solicitud de ingreso y su Reglamento. No fue la única filial de la AEAAMT que se incorporó a la FETT, ya que antes habían ingresado otras sociedades de arrendatarios y colonos, como la de Socovos (Albacete) en octubre de 1937.
Cuando la guerra llevaba a su fin, tras el golpe de Estado del coronel Segismundo Casado contra el Gobierno Negrín, López Lorenzo tuvo que quemar las fichas de los afiliados y la documentación de la AEAAMT para evitarles represalias. Una vez acabada la guerra, fue sometido a un Consejo de Guerra y acusado de diversos cargos. En la instrucción de su sumario no se reflejaron algunas de las explicaciones dadas por el procesado en sus interrogatorios y que podían resultar exculpatorias o atenuantes de la condena. Así, en el Auto Resumen de su procedimiento sumarísimo de urgencia n.º 218-A-39 se afirmaba: 
"[...] “Resultando que como Secretario General de la Asociación de Arrendatarios Agricultores, de eminente carácter marxista, hizo una activa propaganda de ideas disolventes, envenenando la conciencia de los campesinos y las relaciones entre propietarios y colonos, haciendo caso omiso de los mas elementales principios de equidad y armonía informantes del derecho Social ”
Sin embargo, en las anotaciones que López Lorenzo tomó de sus declaraciones) señaló haber explicado que:
"[...]“Antes del movimiento, durante los años 1932 a 1935, fue Secretario General de la Asociación Agricultores Arrendatarios, de carácter patronal y cuya finalidad era el conseguir la rebaja de las rentas, de acuerdo siempre con las Leyes votadas en las Cortes, cargo completamente gratuito”
De hecho, en la prensa se había publicado una fotografía de la “Asamblea Nacional Pro Defensa de los Arrendatarios de España”, celebrada en marzo de 1935, en el salón de actos del Bloque Patronal de España, donde aparecía el emblema de dicha entidad patronal. Además, en 1937, el Secretariado provincial de la FETT de Albacete había informado a UGT que la filial provincial de la AEAAMT estaba utilizando en su sello con las siglas de UGT, a pesar de estar registrada como una entidad de carácter patronal.